# Іштван Олах
Іштван Олах (угор. Oláh István; 16 грудня 1926, Надудвар, Угорщина — 15 грудня 1985, Будапешт) — угорський державний діяч, міністр оборони Угорської Народної Республіки (1984-1985), генерал армії.

## Біографія
У 1945 перервав отримання педагогічної освіти, ставши добровольцем нової угорської армії. У тому ж році вступив до лав Угорської комуністичної партії. Взимку 1945 пішов з армії у званні капрала, в 1947 закінчив кальвіністський коледж, отримавши ступінь викладача. Після чого став секретарем Угорського Демократичного союзу молоді і партійним працівником.
У 1947 знову прийшов в армію добровольцем. У 1949 закінчив Військову академію ім. Кошута, в 1952 курси вищих офіцерів при Військовій академії.
- 1954-1957 — на різних командних посадах, потім — командував Другим військовим училищем, академічною установою;
- 1966-1973 — начальник навчального управління Угорської народної армії;
- 1973-1984 — заступник міністра оборони, начальник Генерального штабу Угорської народної армії;
- 1984-1985 — міністр оборони Угорської Народної Республіки;
- З 1975 року — член ЦК УСРП.

Помер 15 грудня 1985 в Будапешті.